# Gyula Dollinger

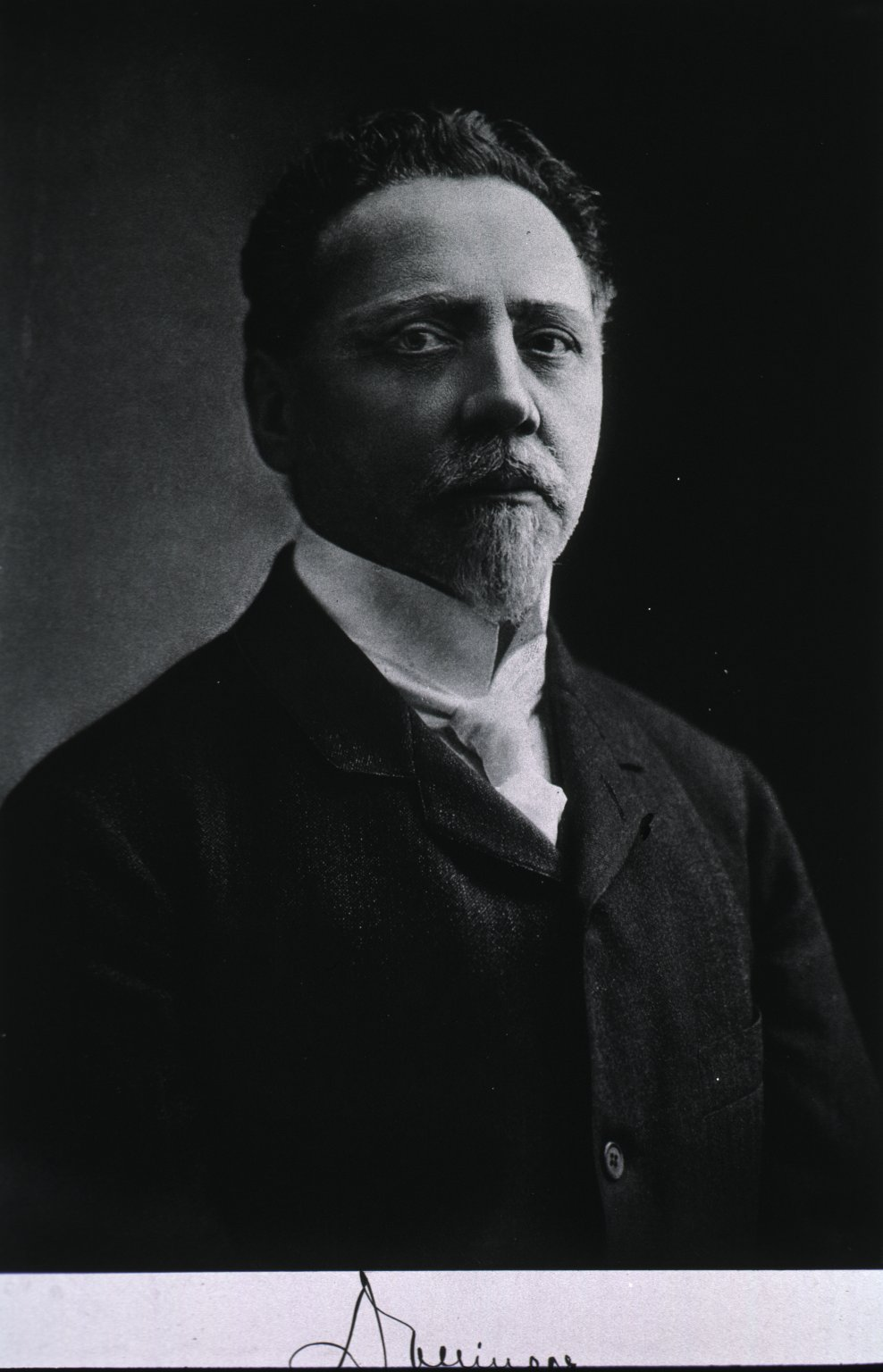
Gyula Dollinger

Gyula Dollinger (ur. 10 kwietnia 1849 w Budapeszcie, zm. 2 marca 1937) – węgierski lekarz, chirurg i ortopeda.
Uważany za twórcę węgierskiej ortopedii. W 1894 przeprowadził pionierską operację mózgu u pacjenta z padaczką. Jego asystentem był Jenö Alexander Pólya.
Rzeźbiarka Enikő Szöllőssy wykonała w 1993 płaskorzeźbę Dollingera, umieszczoną w Państwowym Instytucie Onkologicznym w Budapeszcie.